# 10e division de montagne (États-Unis)
Pour les articles homonymes, voir 10e division.
La 10e Division de Montagne (en anglais : 10th Mountain Division (Light Infantry))  est une division d'infanterie  de l'US Army, organisée lors de sa création pour combattre en milieu montagneux. Désormais elle garde  l'appellation « montagne » (mountain en anglais) pour des raisons uniquement historiques et traditionnelles. 
Intégrée au XVIII Airborne Corps, c'est une unité d'infanterie légère censée être déployée sur n'importe quel point du globe en 96 heures. Pour atteindre cet objectif, l'une des deux brigades d'infanterie est désignée comme étant la première à partir, et au sein de celle-ci, l'un des bataillons est désigné comme le premier à partir.

## Histoire

### Seconde Guerre mondiale
La 10e Division de Montagne est activée pour la première fois le 15 juillet 1943 à Camp Hale, dans le Colorado. Elle porte alors le nom de 10th Light Division (Alpine), 10e division légère. Le 6 novembre 1944, elle est renommée 10th Mountain Division (10e Division de Montagne).

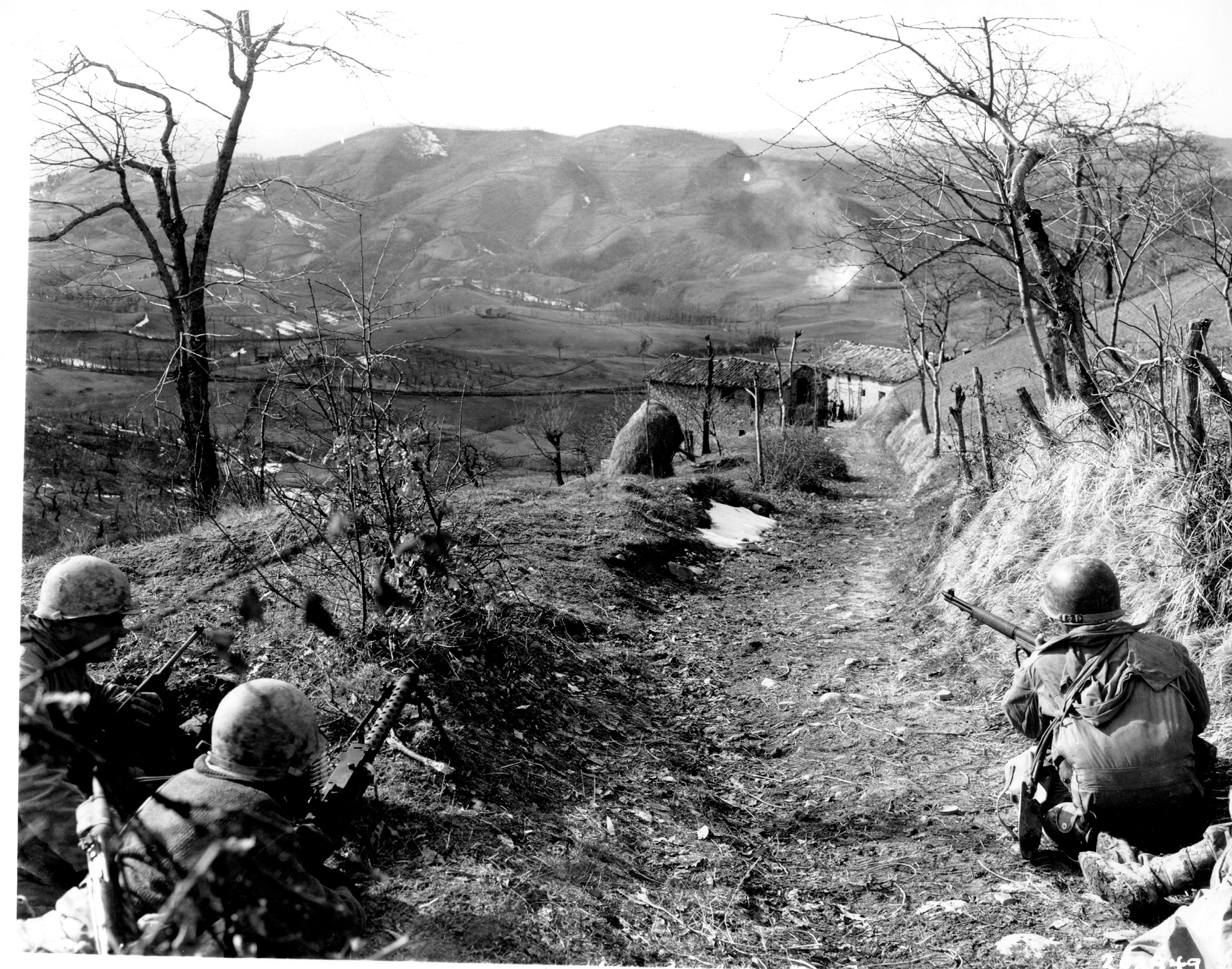
Une section de la 10e division de montagne sécurisant une route (Italie, 1945)

La 10e Division de Montagne fut engagée pour la première fois le 28 janvier 1945 durant la campagne d'Italie, dans la chaîne des Apennins. Elle fut la première unité à conquérir durablement le mont Belvédère tenu par la Wehrmacht, et servit ensuite d'unité d'avant-garde au profit de la 5e armée américaine lors de son avancée dans la plaine du Pô.
En 114 jours de combats, la 10e Division de Montagne est créditée de la destruction de 5 divisions d'élite de la Wehrmacht. Elle perdit 992 hommes et eut 4154 blessés. Les soldats de la division ont reçu un total d'une Medal of Honor, trois Distinguished Service Cross, une Distinguished Service Medal, 449 Silver Stars, sept Legion of Merit, 15 Soldier's Medals, et 7729 Bronze Star Medals.
Comme c'était l'une des dernières unités entrées en action, elle était inscrite sur la liste de celles qui devaient participer à l'invasion du Japon. La capitulation nipponne changea les plans de l'état-major, qui lui assigna le rôle de force d'occupation en Italie. Elle n'y resta pas longtemps, elle fut renvoyée à Camp Carson (Colorado) en août 1945, où elle fut démantelée le 30 novembre 1945.

### Guerre froide
Le 1er juillet 1948, la 10e Division de Montagne fut réactivée en tant que division d'entraînement à Fort Riley (Kansas), sous le nom de 10e Division d'infanterie. Elle servait à entraîner les soldats d'autres unités aux spécificités du combat en montagne, une mission qui prit de l'importance avec la guerre de Corée.
En janvier 1954, la 10e Division de Montagne  retrouva son statut de division de combat, et fut envoyée en Allemagne de l'Ouest où elle occupa une position centrale dans le dispositif de l'OTAN. Elle fut renvoyée aux États-Unis en 1958 et démantelée une seconde fois le 14 juin 1958 à Fort Benning (Géorgie).
Le 13 février 1985, la 10e Division de Montagne fut à nouveau réactivée et basée à Fort Drum (New York). Ses effectifs sont de deux brigades, une brigade héliportée lui étant ajoutée en 1988.

### Conflits modernes
Près de 1 200 hommes de la 10e Division de Montagne ont participé à l'Opération Tempête du désert, en tant que soutien à la 24e division d'infanterie mécanisée.
Des éléments de la 10e Division de Montagne ont également participé à l'opération Restore Hope en Somalie, de 1992 à 1994, intervenant notamment pour dégager les Rangers qui tentaient d'arrêter des adjoints du chef de guerre Mohamed Farrah Aidid lors de la bataille de Mogadiscio. Près de 7 300 soldats de la 10e Division de Montagne ont servi en Somalie.
De 1994 à 1995, 8 600 soldats servent en Haïti dans le cadre de l'opération Uphold Democracy (Soutien à la Démocratie). 2 000 d'entre eux réalisèrent une première, l'assaut aéroporté d'une unité de l'US Army depuis un porte-avions de l'US Navy. La 10e fut l'unité centrale de la force internationale servant à stabiliser Haïti.
De 1996 à 2000, la 10e division de Montagne envoya des détachements en Bosnie, afin de préserver la paix dans la région des Balkans.

### Opérations en cours
En décembre 2001, la 10e Division de Montagne fut déployée en Afghanistan pour lutter contre les Talibans et Al-Qaïda. Elle participa notamment aux opérations "Anaconda" et "Mountain Lion". En 2003, des éléments de la division sont de retour en Afghanistan,.

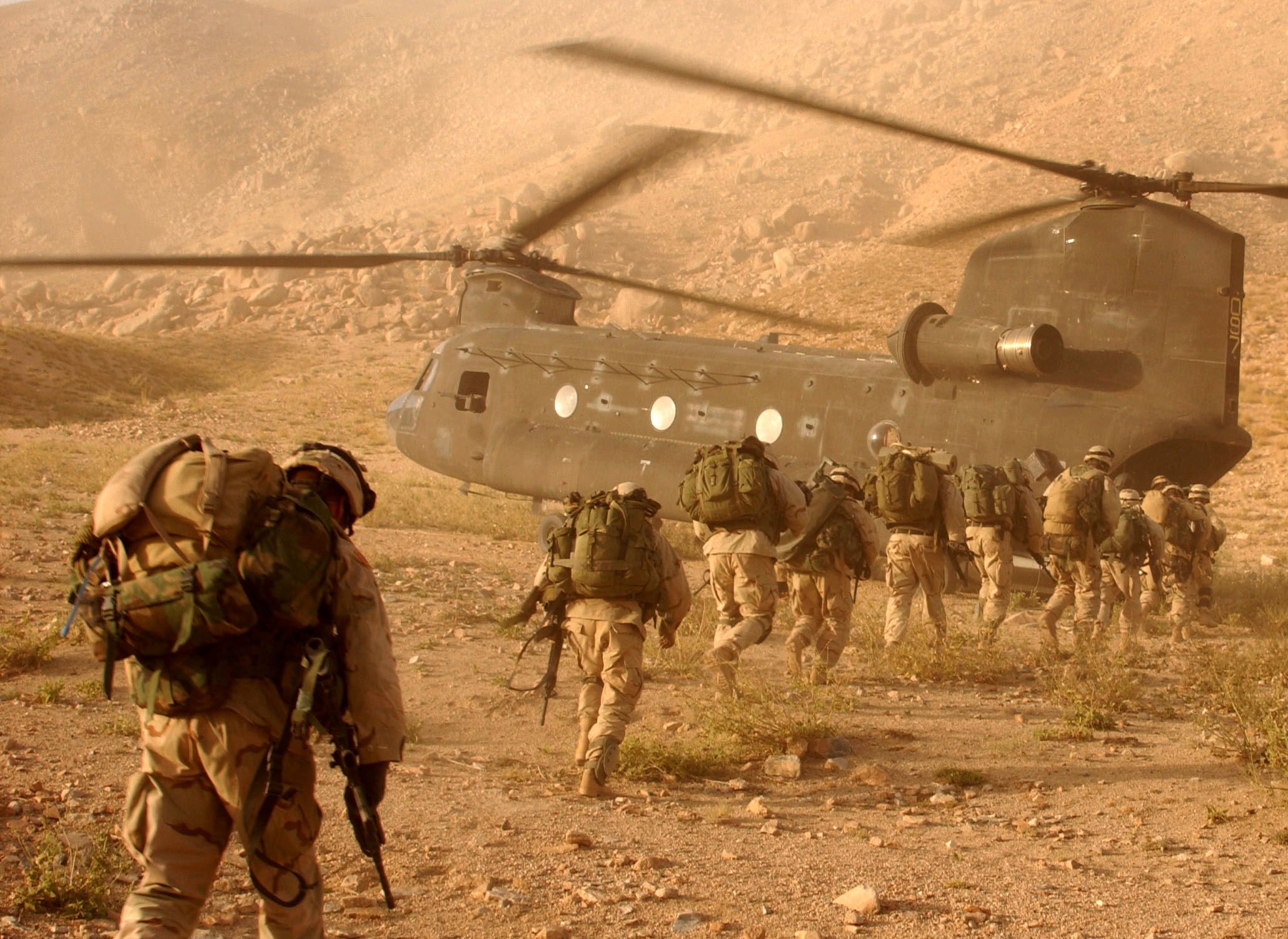
Des soldats de la 10e division de montagne (Afghanistan, 2001)

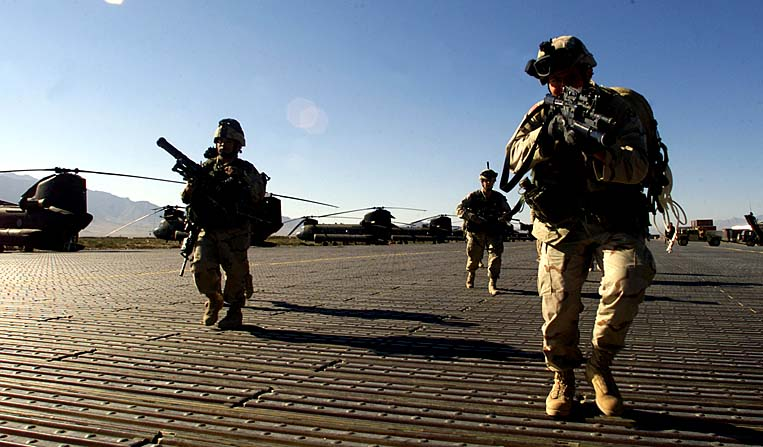
Entraînement de la Quick Reaction Force de la 10e division de montagne (Bagram Afghanistan, 2003)

Des unités de la division ont aussi été engagées dès 2003 en Irak. Même si elle n'a pas participé aux opérations de combat majeures, la 10e Division de Montagne est impliquée dans les opérations de la Coalition depuis lors.
En janvier 2010, des éléments de la division ont également porté secours à la population d'Haïti, frappée par un séisme dévastateur.

## Organisation et récompenses

Ordre de bataille de la 10th Mountain Division

La 10e Division de Montagne a été réorganisée à de nombreuses reprises. Le 13 septembre 2004, elle est réorganisée selon le concept de division modulaire, certaines unités étant dissoutes, d'autres étant créées.

### Structure actuelle
En 2007, elle aligne 6 brigades, dont 4 de combat, une d'aviation et une de soutien :
- 10th Mountain Headquarters & Headquarters Battalion
  - Headquarters et Headquarters Company
  - Network Support Company
  - 10th Mountain Division Band

- 1e Brigade « Warrior Brigade »
  - 1st Battalion, 87th Infantry Regiment
  - 2d Battalion, 22nd Infantry Regiment
  - 1st Squadron, 71st Cavalry Regiment
  - 3rd Battalion, 6th Field Artillery Regiment
  - 1st Brigade Special Troops Battalion
  - 10th Brigade Support Battalion

- 2e Brigade « Commandos »
  - 2d Battalion, 14th Infantry Regiment
  - 4th Battalion, 31st Infantry Regiment
  - 1st Squadron, 89th Cavalry Regiment
  - 2d Battalion, 15th Field Artillery Regiment
  - |2d Brigade Special Troops Battalion
  - 210th Brigade Support Battalion

- 3e Brigade « Spartans »
  - 1st Battalion, 32nd Infantry Regiment
  - 2d Battalion, 87th Infantry Regiment
  - 3rd Squadron, 71st Cavalry Regiment
  - 4th Battalion, 25th Field Artillery Regiment
  - 3rd Brigade Special Troops Battalion
  - 710th Brigade Support Battalion

- 4e Brigade « Patriots »
  - 2d Battalion, 4th Infantry Regiment
  - 2d Battalion, 30th Infantry Regiment
  - 3rd Squadron, 89th Cavalry Regiment
  - 5th Battalion, 25th Field Artillery Regiment
  - 4th Brigade Special Troops Battalion
  - 94th Brigade Support Battalion

- 10e Aviation Brigade « Falcons »
  - 1st Battalion, 10th Aviation Regiment
  - 2d Battalion, 10th Aviation Regiment
  - 3rd Battalion, 10th Aviation Regiment
  - 6th Squadron, 6th Cavalry Regiment
  - 277th Aviation Support Battalion

- 10e Sustainment Brigade « Muleskinners »
  - 10th Sustainment Brigade Troops Battalion
  - 620th Movement Control Team
  - 548th Combat Service Support Battalion
  - 7th Combat Engineers Battalion (ADCON Minus)
  - 91st Military Police Battalion (ADCON Minus)
  - 63rd Explosive Ordnance Battalion (ADCON Minus)

La 29e division d'infanterie, composée d'éléments de la Garde nationale de plusieurs États (Virginie, Maryland, Caroline du Nord, Puerto Rico) est l'unité associée à la 10e Division de Montagne.

### Décorations
| Ruban | Récompense                           | Année     | Notes                         |
| ----- | ------------------------------------ | --------- | ----------------------------- |
|       | Meritorious Unit Commendation (Army) | 2001–2002 | pour service en Asie Centrale |
|       | Meritorious Unit Commendation (Army) | 2003–2004 | pour service en Afghanistan   |
|       | Meritorious Unit Commendation (Army) | 2008–2009 | pour service en Iraq          |

### Unités étrangères similaires
- France : Chasseurs Alpins
- Allemagne : Gebirgsjäger
- Italie : Alpini